# Callilepis gertschi
Callilepis gertschi är en spindelart som beskrevs av Norman I. Platnick 1975. Callilepis gertschi ingår i släktet Callilepis och familjen plattbuksspindlar. Inga underarter finns listade.